# Dideoxynukleotid
Dideoxynukleotider, eller ddNTP's, är nukleotider som saknar en 3'-hydroxylgrupp på sitt deoxiribos-socker.
DNA-molekylen är uppbyggt av sammanlänkade nukleotider, där vardera nukleotid innehåller en deoxyribos-enhet. En nukleotid i DNA-kedjan som saknar en hydroxylgrupp på ribosens 3'-kol innebär att då det tillsätts till en växande DNA-kedja av ett DNA-förlängande DNA-polymeras kommer DNA-polymeraset inte kunna fortsätta förlänga kedjan. Anledningen till detta är att förlängandet av kedjan sker genom att DNA-polymeraset katalyserar (hjälper till med) bildandet av en bindning mellan 5'-fosfaten på den aktuella nukleotiden och just 3'-hydroxylgruppen på den föregående nukleotiden. Saknar den föregående nukleotiden en 3'-hydroxylgrupp, alltså är en dideoxynukleotid, kan reaktionen inte genomföras och ingen påbyggnad sker. 

## DNA-sekvensering
Dideoxynukleotider är användbara i kombination med elektrofores för att sekvensbestämma DNA, alltså ta reda på i vilken ordning de fyra sorters nukleotiderna sitter.
Om ett DNA-fragment tillåts undergå PCR, en metod för att kopiera upp fragment i stora mängder, i närvaro av alla fyra sorters deoxynukleotider och endast en sorts dideoxynukleotider, kommer det produceras fragment med längder motsvarande positionerna av den sorts deoxynukleotider som den närvarande dideoxynukleotiden motsvarade. Om DNA-fragmenten sedan undergår elektrofores, en metod för att bestämma fragmentens längd, kan man bestämma var den aktuella typen av nukleotid sitter i DNA-fragmentet. Gör man detta för alla fyra sorters nukleotider kan på så vis DNA sekvenseras.
Numera är det dock vanligt med fluorescerande dideoxynukleotider där var och en av de fyra olika sorterna dideoxynukleotider ger olika typ av fluourescens, som kan bli detekterade och identifierade av en sekvenserare; således behövs endast en reaktion.